# Luilak

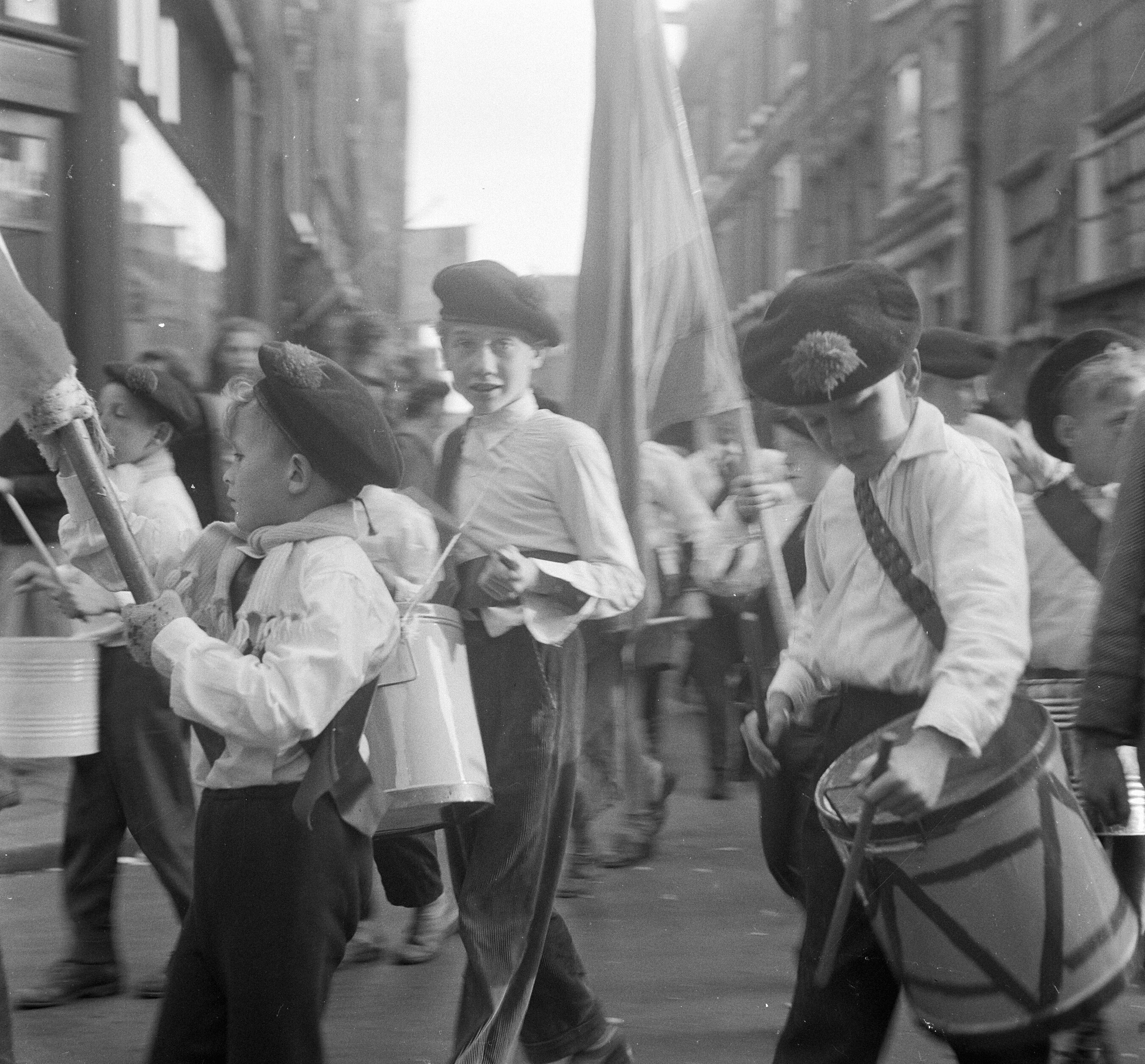
Luilak in de Jordaan

Luilak of Looilak is een folkloristische viering die wordt gehouden op de zaterdag voor Pinksteren. De traditie wordt in vooral Noord-Holland en in mindere mate in Zuid-Holland gevierd. Van oorsprong wordt tijdens Luilak in de vroege morgenuren door kinderen veel lawaai gemaakt om langslapers en telaatkomers wakker te maken en te bespotten.

## Geschiedenis

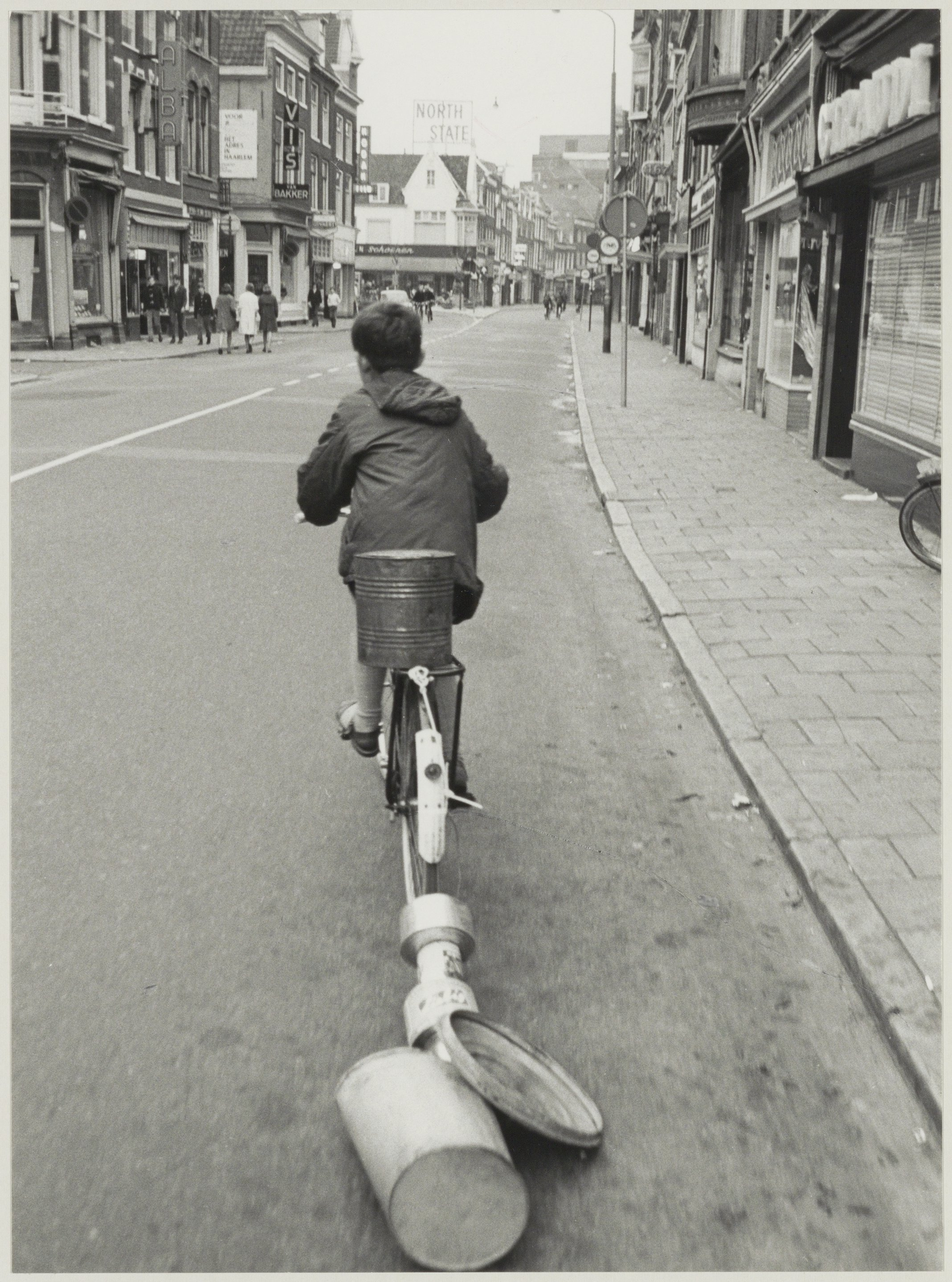
Lawaai makende jongen

Ondanks dat de viering met pinksteren samenvalt is deze niet christelijk gebonden. Er wordt vrij algemeen van uitgegaan dat het een viering is met een Friese oorsprong. Er zijn overeenkomsten met andere vieringsdagen zoals 1 april en Sint Thomasdag (21 december) waarbij ook langslapers worden gespot.
Over de symboliek en de herkomst van het feest bestaan verschillende interpretaties, maar de viering komt hoogstwaarschijnlijk voort uit de traditie dat de langslaper, degene die het laatst uit bed kwam, op de zaterdag voor Pinksteren de anderen uit het gezin of de familie op "luilakbollen" (warme broodjes met stroop) moest trakteren. Later zou dat wekken overgenomen zijn door straatjongens die in groepjes rondtrokken en rumoer maakten. Ook sleepten ze spullen en dode dieren mee die aan de dichte deuren werden gebonden.
Van de zestiende en zeventiende eeuw is bekend dat de viering al op de vrijdagavond na zonsondergang begon, en dan tot de volgende avond duurde. Niet zelden vochten de straatjongens met elkaar of tegen mannen. Keuren uit die tijd melden ook verboden ten aanzien van Luilak. In de achttiende eeuw verschuift het begin van Luilak dieper de nacht in.
Aan het einde van de negentiende eeuw werd luilakviering ontmoedigd. Zo riep de burgemeester van Wormerveer in 1884 op om het luilak vieren tegen te gaan.
Na 1965 wordt het feest weer steeds meer gevierd, opvallend is dat sindsdien ook de nadruk weer lag op het lawaai maken. Naast belletje trekken (waarbij dan de avond ervoor preventief de bel wordt afgezet) dat al sinds het begin van twintigste eeuw veel gedaan werd, begon men ook fietsen met ratels (fietskleppers) of fietssirenes uit te rusten, of oude bussen, pannen of blikjes achter de fiets aan te slepen. Vroeger werd dit bijvoorbeeld gedaan met een al dan niet zelfgemaakte kar. Ook het bekladden van ramen of andere zaken kwam weer terug. Dit gebeurde vroeger vaak met boter, zeep en krijt. Tegenwoordig wordt er naast zeep en boter ook meel en eieren gebruikt en worden wc-rollen over boomtakken gegooid om deze te "versieren". De luilakvuren zoals men die kent rond Amsterdam en de Zaanstreek hebben een mindere verspreiding in het heroverde luilakgebied. Bovenop zo'n vuur zat vaak de Jan Luilak.
In het begin van de eenentwintigste eeuw begon op veel plaatsen de viering steeds meer uit de hand te lopen. Van te grote vuren tot puur vandalisme. In onder meer Delft, Amsterdam en de Zaanstreek werden door de gemeentelijke autoriteiten, vaak samen met jongerenwerk en heemkundige verenigingen, pogingen gedaan om de luilakviering meer te controleren. Zo probeerde men door het organiseren van evenementen als optochten, officiële vuren, gratis filmvoorstellingen en muziekoptredens onder meer vandalisme te beteugelen en weer de nadruk te leggen op het lawaai maken. Bij de luilakviering van 3 juni 2006 besloot de politie Noord-Holland Noord in het hele gebied extra personeel in te zetten. Dit bleek te helpen: het aantal vernielingen was beduidend minder dan voorgaande jaren.

## Verspreiding
Luilak wordt grofweg gevierd in het gebied tussen Texel en Delft in het westen van Nederland. De mate waarin het wordt gevierd verschilt echter sterk binnen het gebied, rond Leiden is het fenomeen nauwelijks bekend, terwijl rond Alphen aan den Rijn, Delft en Gouda het fenomeen Luilak beter bekend is. Buiten deze kernregio wordt Luilak van oudsher in en rond Gorinchem, Raamsdonksveer, Made en Zevenaar gevierd. Verder zijn er van Luilak afstammende tradities, zoals de afgeleide luilakbloemenmarkt in de steden Utrecht, Haarlem en Almere. In Almere kwam de luilaktraditie tot leven door verhuizing van vele Amsterdammers naar Almere rond 1980.
De viering kent een sterke traditie rond Amsterdam. In de andere gebieden is de viering door de eeuwen heen met vlagen wel en niet gevierd. De grootste dip was tussen 1940–1965. Alleen in Amsterdam en de Zaanstreek werd het toen nog uitgebreid gevierd. Na 1965 wordt het echter ook weer in andere gebieden uitgebreider gevierd.

## Gebruiken
Het verschilt per stad en dorp hoe laat Luilak aanvangt. In sommige plaatsen begint het al kort na middernacht, maar in andere woonplaatsen, zoals rond Amsterdam, pas na vier uur. Vanzelfsprekend verschilt het meedoen naar leeftijd. Jongeren starten vaak eerder met Luilak dan kinderen tussen de 9 en 14 jaar. Ook de gebruiken bij Luilak verschilden en verschillen nog altijd per plaats.
In West-Friesland, in de Zaanstreek en in Purmerend, was er oorspronkelijk na Eerste en Tweede Pinksterdag op de dinsdag daarna ook een derde Pinksterdag, Pinkster Drie. De drie Pinksterdagen, waarop niet gewerkt moest worden, noodzaakte een vroeg opstaan op de dag ervoor, om alle voorbereidingen te plegen. Op Pinkster Drie (ook wel 'Bokkiesdag' genoemd) trokken mensen sinds oudsher uit verschillende plaatsen in de provincie naar Purmerend om een bokje (geit) te kopen. Pinkster Drie is slechts in een aantal plaatsen nog een traditie. De Purmerender veemarkt is verleden tijd en de dinsdag na Tweede Pinksterdag is een gewone werkdag, maar er wordt nog veel aandacht besteed aan deze bijzondere dag. Ieder jaar vindt er een Bokkentocht plaats. De Bokkiestocht (ook wel Bokketochie) is een fiets- en looptocht van ongeveer vijftien kilometer door de polder van Zaandam naar Purmerend en van kroeg naar kroeg om bokbier te proeven, steeds van een andere brouwerij. Bij elk café wordt er een stempel gezet; als alle stempels zijn opgehaald wacht er een cadeautje. Ook wordt op "Derde Pinksterdag" de jaarlijkse Wielerronde van Krommenie gereden, een sportief spektakel.

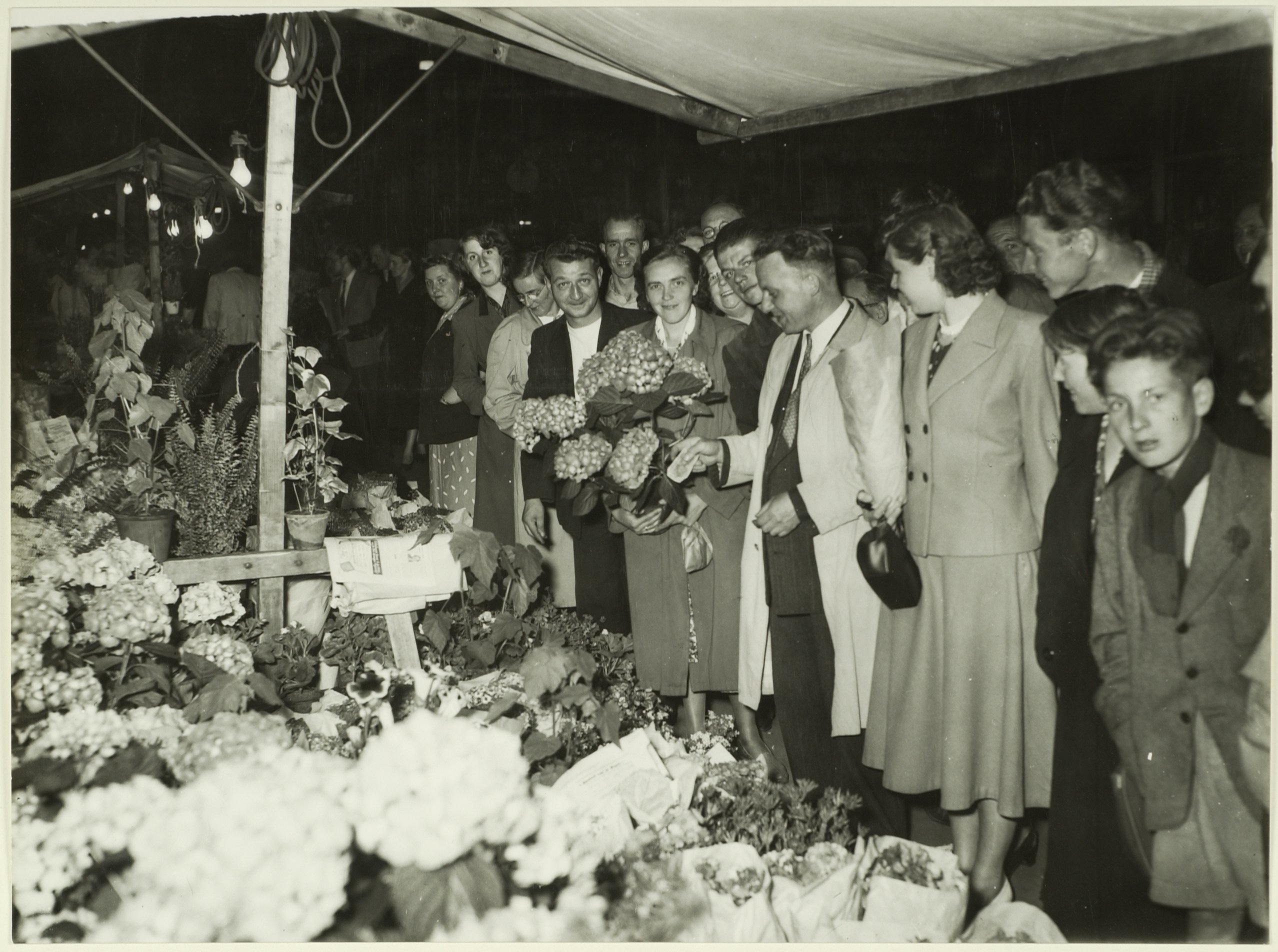
Luilakmarkt in Haarlem in 1947

Op een aantal plaatsen wordt Luilak voorafgegaan door een luilak(bloemen)markt, deze vindt plaats op de vrijdagavond tot middernacht of net iets voorbij middernacht. De oudst bekende markt is de Haarlemse potjesmarkt aan de Raamsingel en -vest uit de jaren 1890. In de nacht van vrijdag op zaterdag en zaterdagochtend wordt het daadwerkelijke Luilak gevierd.
In Boskoop wordt sinds 1956 het Luilak Voetbaltoernooi georganiseerd. Bij dit toernooi deden in 2016 (de 61e editie) 1200 kinderen mee aan meer dan 250 voetbalwedstrijden die gespeeld werden tussen 3 uur 's nachts en 12 uur 's middags.
In het begin van de 21e eeuw werd door een groep in Den Helder meerdere jaren op rij luilak gevierd door om 6 uur in de morgen rock- en metalbands in de buitenlucht op te laten treden.

## Liedjes
De kinderen die het vroegst op waren gingen de straat op om langslapers wakker te maken en ze te bespotten met onder andere rijmpjes en liedjes. Er bestaan tal van luilakliedjes, zoals Luilak (19e eeuw), Luie motte (waarschijnlijk rond 1900) en Luilak, beddezak (rond 1980). Hieronder volgt de tekst van Luilak, beddezak.
Luilak, beddezak,
Staat om negen uren op!
Negen uren, hallef tien,
Kan de luilak nòg niet zien.
Zoals bij veel volksliedjes die mondeling zijn doorgegeven bestaan er vaak variaties van hetzelfde liedje. De laatste regel van bovenstaande lied komt ook voor als "dan kan men de luilak zien!"